# Otto Sinding
Otto Ludvig Sinding (16 de dezembro de 1842 – 23 de novembro de 1909) foi um pintor norueguês e irmão mais velho do escultor Stephan Sinding e do compositor Christian Sinding.
Sinding desenhava aspectos da natureza, folclore e história norueguesa. Alguns de seus trabalhos mais conhecidos são pinturas de paisagens de Lofoten.